# Canadian Soccer League 2009
La Canadian Soccer League 2009 fue la décima segunda edición de la liga de fútbol canadiense. Estuvo organizada por la Asociación Canadiense de Fútbol y participaron 10 clubes.
Al final del campeonato, los clubes que terminaron con el mejor rendimiento fueron el Trois-Rivières Attak de la división nacional con 38 puntos y 40 goles a favor, mientras que el Serbian White Eagles fue el más destacado en la división internacional con 36 puntos y 43 goles a favor. Sin embargo, los mejores cuatro clubes de cada división disputaron unas rondas eliminatorias para definir a los finalistas, que fueron precisamente el Trois-Rivières y el Serbian White.
El partido final se disputó el 24 de octubre de 2009, en el estadio BMO Field. Durante los 90 minutos del partido ambos clubes igualaron, por lo que el campeonato se definió en los tiros desde el punto penal. El Serbian White Eagles se consagraría campeón por 3-2 y lograría el campeonato nacional.

## Equipos participantes
Todos los clubes:

### División Nacional
- Trois-Rivières Attak
- St. Catharines Wolves
- Brampton Lions
- TFC Academy
- North York Astros
- London City

### División Internacional
- Serbian White Eagles
- Toronto Croatia
- Italia Shooters
- Portugal FC

## Tabla general

### División Nacional
| Posición              | Equipo                | PJ | PG | PP | PE | GF | GC | GD  | Puntos |
| --------------------- | --------------------- | -- | -- | -- | -- | -- | -- | --- | ------ |
| 1                     | Trois-Rivières Attak  | 18 | 12 | 4  | 2  | 40 | 16 | +24 | 38     |
| 2                     | St. Catharines Wolves | 18 | 6  | 5  | 7  | 20 | 25 | −5  | 25     |
| 3                     | Brampton Lions        | 18 | 7  | 8  | 3  | 36 | 32 | +4  | 24     |
| 4                     | TFC Academy           | 18 | 6  | 7  | 5  | 37 | 33 | +4  | 23     |
| 5                     | North York Astros     | 18 | 4  | 11 | 3  | 25 | 45 | −20 | 15     |
| 6                     | London City           | 18 | 1  | 15 | 2  | 14 | 60 | −46 | 5      |
| Estadísticas finales. |                       |    |    |    |    |    |    |     |        |

 PJ = Partidos jugados; PG = Partidos ganados; PP = Partidos perdidos; PE = Partidos empatados;
GF = Goles a favor; GC = Goles en contra; GD = Goles de diferencia
| \| \| Equipos clasificados a una ronda eliminatoria \| |                                               |
|                                                        | Equipos clasificados a una ronda eliminatoria |

### División Internacional
| Posición              | Equipo               | PJ | PG | PP | PE | GF | GC | GD  | Puntos |
| --------------------- | -------------------- | -- | -- | -- | -- | -- | -- | --- | ------ |
| 1                     | Serbian White Eagles | 18 | 11 | 4  | 3  | 43 | 19 | +24 | 36     |
| 2                     | Toronto Croatia      | 18 | 10 | 3  | 5  | 30 | 15 | +15 | 35     |
| 3                     | Italia Shooters      | 18 | 7  | 7  | 4  | 31 | 29 | +2  | 25     |
| 4                     | Portugal FC          | 18 | 5  | 5  | 8  | 25 | 27 | −2  | 23     |
| Estadísticas finales. |                      |    |    |    |    |    |    |     |        |

 PJ = Partidos jugados; PG = Partidos ganados; PP = Partidos perdidos; PE = Partidos empatados;
GF = Goles a favor; GC = Goles en contra; GD = Goles de diferencia
| \| \| Equipos clasificados a una ronda eliminatoria \| |                                               |
|                                                        | Equipos clasificados a una ronda eliminatoria |

## Final
| Fecha                 | Estadio   | Local                | Marcador  | Visita               | Ref   |
| --------------------- | --------- | -------------------- | --------- | -------------------- | ----- |
| 24 de octubre de 2009 | BMO Field | Serbian White Eagles | 0-0 (2-3) | Trois-Rivières Attak | [ 3 ] |